# Eucalyptus nitens
Eucalyptus nitens là một loài thực vật có hoa trong Họ Đào kim nương. Loài này được (H.Deane & Maiden) Maiden mô tả khoa học đầu tiên năm 1913.

## Hình ảnh

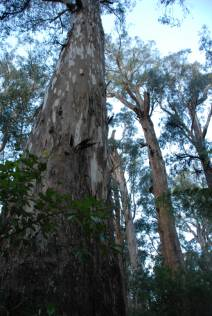